# Metadati di conservazione

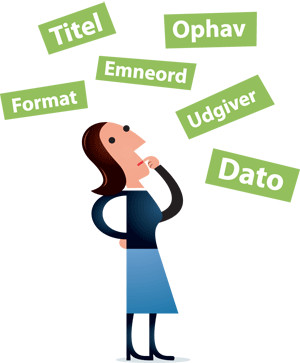

I metadati di conservazione sono quelle informazioni che supportano e documentano le attività di conservazione e protezione di materiali digitali.
Sono una tipologia ben precisa di metadati, che ha la funzione di mantenere la vitalità di un oggetto digitale garantendone un'accessibilità duratura, sia fornendo informazioni tecniche e utili alla sua gestione all’interno dell’archivio, sia precisando dettagli sulla sua fruizione e sulle norme legali che ne regolano l'accessibilità. Questi metadati descrivono sia il contesto di un elemento digitale, ossia la progressiva produzione di informazioni che viene associata al documento mano a mano che viene gestito da diversi sistemi e applicazioni per l'archiviazione, sia la sua struttura.
Poiché una parte crescente dell'output di informazioni del mondo si sposta dalla forma analogica a quella digitale, conservarne i metadati diventa essenziale per qualsiasi strategia di conservazione, quali ad esempio la cura digitale, la gestione dei dati, la gestione delle raccolte digitali e la conservazione delle informazioni e degli oggetti digitali sul lungo periodo. I metadati di conservazione sono dunque parte integrante del "ciclo vitale" dei dati e contribuiscono a rendere testimonianza dell'autenticità di un oggetto digitale, mantenendone la possibilità di essere fruito in tutti i formati.

## Caratteristiche
I metadati accompagnano e descrivono oggetti fisici digitalizzati oppure oggetti nati-digitali. I metadati di conservazione sono metadati esterni (relativi a un oggetto e in genere creati dopo che una risorsa è stata separata dal suo creatore originale), sono una informazione aggiuntiva, ossia dati legati alla singola risorsa digitale, che ne registrano dettagli tecnici sul formato, sulla struttura e sulla fruizione, nonché la cronologia di tutte le azioni eseguite sulla risorsa, comprese le modifiche che hanno come oggetto la digitalizzazione, la migrazione dei dati ad altri formati, le notazioni di autenticità, le caratteristiche tecniche, cronologia della sua conservazione archivistica nonché le informazioni su diritti e sulla responsabilità. Inoltre, i metadati di conservazione possono includere informazioni sulle condizioni fisiche di una risorsa.
I metadati di conservazione sono dinamici, non vengono cioè attribuiti agli oggetti digitali tutti nel medesimo tempo, ma ne accompagnano la vita cambiando ed aumentando via via che tracciano l’utilizzo del documento, ossia gli accessi, le modifiche, i trasferimenti, i cambi di formato, le copie e le modalità di conservazione.
Dovrebbero raggiungere quattro obiettivi: 
- contenere dettagli sui file e istruzioni per il loro utilizzo;
- documentare tutti gli aggiornamenti o le azioni che sono state eseguite su un oggetto;
- dichiararne la provenienza e registrarne la custodia attuale e futura;
- evidenziare chi sono le persone responsabili della conservazione dell'oggetto e delle modifiche eventualmente apportate ad esso[8].

I metadati di conservazione spesso includono dunque le seguenti informazioni
- Provenienza: chi ha avuto la custodia o la proprietà dell'oggetto digitale?
- Autenticità: l'oggetto digitale è quello che si propone di essere?
- Attività di conservazione: cosa è stato fatto per preservare questo oggetto digitale?
- Ambiente tecnico: cosa è necessario per renderlo leggibile e utilizzare l'oggetto digitale?
- Gestione dei diritti: quali diritti di proprietà intellettuale devono essere rispettati?[9]

I metodi di attribuzionedei metadati sono:
- Automatico (interno)
- Manuale (spesso creato da uno specialista)
- Creato durante la digitalizzazione
- Creato con il contributo degli utenti[10].

## Uso
I materiali digitali hanno bisogno di una costante manutenzione e continue migrazioni a nuovi formati per conformarsi alle evoluzioni tecnologiche e ai diversi e nuovi bisogni degli utilizzatori. Affinché possano sopravvivere alle evoluzioni digitali, gli oggetti informatici hanno bisogno di metadati di conservazione, i quali esistono indipendentemente dal sistema che li aveva originariamente prodotti. Senza i metadati di conservazione il materiale digitale è destinato a sparire. “Mentre un libro con il dorso rotto può essere facilmente rilegato di nuovo, un oggetto digitale che sia diventato obsoleto è spesso impossibile (o proibitivamente costoso) da riparare"
I metadati di Conservazione garantiscono quelle informazioni vitali che permettono ad un oggetto digitale di rimanere vivo col passare del tempo, prevenendo l'obsolescenza “auto-documentandosi nel tempo”.  Il mantenimento dei dati è considerata una attività chiave nell'ambito della conservazione di collezioni, e consiste nel garantire la disponibilità di una risorsa digitale attraverso il passare del tempo e i rischi di obsolescenza, un concetto che è stato accuratamente descritto nel Reference Model for an Open Archival Information System (OAIS). OAIS è un ampio modello concettuale che molte organizzazioni hanno seguito nel loro sviluppo di nuovi insiemi di metadati di conservazione e di pacchetti di informazioni archivistiche (AIP). Tra i primi progetti in ambito di Metadata di conservazione vanno ricordati CEDARS, NEDLIB, e il OCLC/RLG Gruppo di Lavoro sui Metadati di Conservazione. Attualmente l'attività di manutenzione, supporto e coordinamento delle future revisioni del Data Dictionary PREMIS viene svolto dal PREMIS Editorial Committee, della Library of Congress. I metadata di conservazione garantiscono la continuità e collaborano alla validità nel tempo e all'autenticità di una risorsa digitale, fornendo traccia di qualsiasi modifica che abbia subito, qualsiasi trasformazione o migrazione.
A fortiori l'importanza dei metadata di conservazione è dichiarata della loro inclusione in molti Data Management Plans (DMPs), che sono normalmente snodi cruciali nell'investimento di somme o dei finanziamenti governativi. 
Sono considerati dalla National Information Standards Organization (NISO) come un sottotipo di metadata amministrativi, i metadata di conservazione vengono usati per promuovere:
- Interoperatività
- Management di Oggetti Digitali
- Conservazione (di solito in unione con i metadati tecnici)[14]

## Sviluppi attuali
I metadata di conservazione sono un campo dell'informatica in grande sviluppo. Il modello di riferimento OAIS è un ampio modello concettuale che molte organizzazioni hanno seguito nello sviluppo di nuovi insiemi di elementi di metadati di conservazione. I primi progetti di metadati di conservazione nella comunità delle biblioteche includono CEDARS, NEDLIB, The National Library of Australia e il gruppo di lavoro OCLC / RLG sui metadati di conservazione. Il lavoro in corso per mantenere, supportare e coordinare le future revisioni del dizionario dei dati PREMIS è stato intrapreso dal comitato editoriale PREMIS, ospitato dalla Library of Congress.